# 학교법인 배재학당
학교법인 배재학당(學校法人 培材學堂, Pai Chai School)은 대한민국의 사학재단으로, 고등교육과 중등교육, 유아교육기관을 설치·운영하고 있다.

## 연혁
- 1885년 8월 3일: 배재학당 설립
- 1925년 9월 17일: 조선총독부에 의해 폐지
- 1937년 3월 3일: 배재중학교 설립
- 1951년 8월 21일: 배재고등학교 설립
- 1958년 4월 7일: 재단법인 배재학당 설립
- 1964년 4월 23일: 학교법인 배재학당으로 명칭 변경
- 1977년 10월 14일: 대전여자초급대학(배재대학교) 인수

## 구성

### 배재대학교
배재대학교는 대전광역시에 위치한 일반대학이다. 1955년 설립된 대전보육초급대학이 모태로, 1977년 배재학당이 학교법인 대전보육학원을 인수하면서 배재학원 산하 초급대학으로 있다가, 전문대학을 거쳐, 1981년 대학으로 승격되었다. 1991년, 대학과 종합대학의 구분이 사라지면서, 대학교 호칭의 사용상 제한이 사라지자. 1992년 현재의 교명으로 변경하였다. 단과대학 4개 대학과 6개의 대학원 등이 설치되어 교육이 이루어지고 있다.

#### 부속 유치원
배재대학교부속유치원은 대전광역시 배재대학교 내 위치한 부속 유치원이다. 본래 1956년 설립된 대전보육초급대학부속유치원이었으나, 1977년 학교법인 대전보육학원이 배재학당에 학교와 함께 인수되었다. 배재대학교의 개편 역사와 같이 원명을 변경해 오다가, 1992년부터 현재의 명칭을 사용하고 있다.

### 배재고등학교

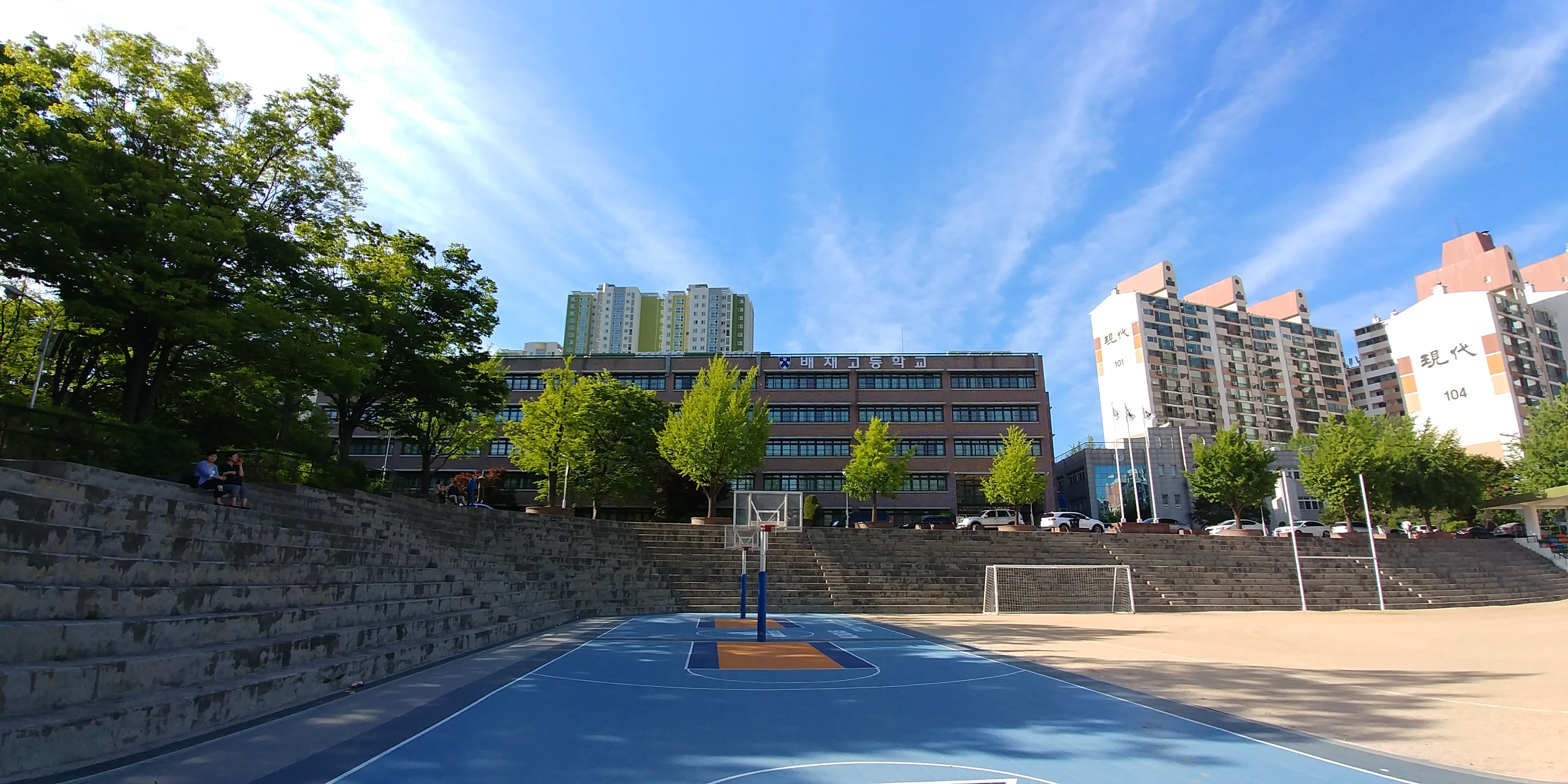
배재고등학교 체육관

배재고등학교는 서울특별시에 위치한 자율형 사립 고등학교이다. 1951년, 배재중학교에서 개편되어 고등부 과정이 인가되어 설립되었으며, 2010년 자율형 사립 고등학교로 지정된 이후, 현재의 위상에 이르고 있다.

### 배재중학교
배재중학교는 서울특별시에 위치한 중학교이다. 1937년 설립되어 현재까지 이르고 있다.